# Theria
Theria é uma subclasse de mamíferos que integra as infraclasses Marsupialia e Placentalia. O grupo distingue-se dos Prototheria (monotremados) pela capacidade de dar à luz crias desenvolvidas total ou parcialmente no corpo das fêmeas, sem recorrer à proteção de ovos.